# Silent Crow
Silent Crow — хакерська група.
Досить маловідома, але впливова хактивістська група Silent Crow взяла на себе відповідальність разом із білоруськими кіберпартизанами за масштабну кібератаку, яка паралізувала Аерофлот 28.07.2025, флагманську авіакомпанію Росії. Група стверджує, що майже рік проникала в системи Аерофлоту та зрештою знищила тисячі серверів, викравши терабайти даних.
Silent Crow зробила заяву, де стверджується, що кібератака стала результатом операції, що тривала рік, в ході якої хакерам нібито вдалося глибоко проникнути в мережу «Аерофлоту», отримавши контроль над персональними комп'ютерами співробітників, включаючи керівників вищої ланки. Несанкціоновані втручання були дуже непомітні, мали доступ до ssh-серверів.
Silent Crow зробила заяву, де стверджується, що кібератака стала результатом операції, що тривала рік, в ході якої хакерам нібито вдалося глибоко проникнути в мережу «Аерофлоту», отримавши контроль над персональними комп'ютерами співробітників, включаючи керівників вищої ланки.
Наслідки: Внаслідок кібератаки було знищено близько 7 тисяч фізичних та віртуальних серверів, отримано 12 ТБ баз даних, 2 ТБ корпоративної пошти. Російський авіаперевізник 28.07.2025 скасував понад 50 рейсів та ще 10 затримав після масштабної хакерської атаки.. Але 50 затриманих рейсів — це тільки початок, наслідки цієї кібератаки довготривалі і оцінюються мільярдами доларів